# 8"/50 морская пушка
8"/50 морская пушка — 203,2-мм орудие, разработанное британской компанией Виккерс в сотрудничестве с Обуховским сталелитейным заводом, которая произвела первую партию орудий. В дальнейшем производилось Обуховским заводом. Принято на вооружение Российского императорского флота в 1905 году. Этими пушками были вооружены броненосный крейсер «Рюрик II», броненосцы (с 1907 года — линейные корабли) типов «Евстафий» (2 единицы), «Андрей Первозванный» (2 единицы). Также этими пушками были перевооружены старые броненосцы «Петр Великий» и «Синоп». Кроме того, использовались в качестве орудий береговой обороны. Пушки применялись в Первой мировой войне. Два орудия были установлены на железнодорожные транспортеры ТМ-8.